# Point of No Return (Those-Damn-Crows-Album)
Point of No Return ist das zweite Studioalbum der walisischen Alternative-Rock-Band Those Damn Crows. Das Album wurde am 7. Februar 2020 über Earache Records veröffentlicht.

## Entstehung
Bereits nach der Veröffentlichung ihres in Eigenregie veröffentlichten Studioalbums Murder and the Motive begann die Band damit, neue Lieder zu schreiben. Lieder wie Going Down oder Devil in My Pocket stammen aus dieser Zeit, wurden aber immer wieder überarbeitet. Der Großteil entstand in einem Zeitraum von zwei Monaten vor den Aufnahmen. Aufgenommen wurde das Album im Mai 2019 im Backstage Recording Studio in Derbyshire. Produziert wurde das Album von Colin Richardson und Andy Sneap mit Unterstützung von Chris Clancy.
Die Band nutzte während der Aufnahmen den Proberaum von Judas Priest. War die Band mit einem Lied zufrieden wurde es noch am gleichen Tag aufgenommen. Laut dem Sänger Shane Greenhall konnte die Band damit die Liveenergie der Lieder einfangen und aufnahmen. Laut dem Gitarristen David Winchurch wurden alle für das Album geschriebenen Lieder für das Album verwendet. Lediglich eine Handvoll von Ideen, die nicht für die Lieder verwendet wurden, blieben außen vor. Die Musiker führten lange Diskussionen darüber, wie viele der aufgenommenen Lieder für das Album verwendet werden sollen und wollten entweder zehn oder elf verwenden. Auf Anraten ihrer Plattenfirma wurden daraus schließlich deren 13. Für die Lieder Set in Stone und Go Get It wurden Musikvideos gedreht.
Am 5. Februar 2021 wurde eine „Ultimate Edition“ des Albums veröffentlicht. Diese Version enthält als Bonus die Lieder Sick of Me, Watch over You, akustische Versionen der Lieder Who Did It und Kingdom of Dust und eine Piano-Version von Sin on Skin.

## Hintergrund
Laut dem Sänger Shane Greenhall zieht sich ein Thema durch alle 13 Titel des Albums. Jede Tat, die ein Mensch bewusst getroffen hat, zieht Konsequenzen mit sich. Wenn man diese Entscheidung getroffen hat, kommt der Mensch zu dem Punkt, an dem es kein Zurück mehr gibt. Daher kommt der Albumtitel Point of No Return.
Vor vielen Jahren schrieb die Band bereits ein Lied mit diesem Titel, der es jedoch nicht auf das erste Studioalbum geschafft hat. Zwar schaffte es dieser Titel auch nicht auf das zweite Studioalbum, jedoch würde der Titel gut zum lyrischen Aspekt des Albums passen. Darüber hinaus passt der Titel auch dazu, dass einige Bandmitglieder beispielsweise ihre Jobs für die Band aufgegeben haben.
Greenhall schrieb für das Album einige brutal ehrliche Texte. Teilweise schildert er eigene Erlebnisse, die er übertrieben darstellt. Das Lied Who Did It bezieht sich auf eine Serie von Selbstmorden, die in der Heimatstadt der Band Bridgend und Umgebung sich ereignet haben und wie die Medien damit umgegangen sind. Set in Stone handelt von einem Trauma, das einer Person widerfahren ist. Es geht darum, wie dieses Trauma die Zukunft und zukünftige Beziehungen dieser Person diktiert. Das Lied Sin on Skin blickt auf Depressionen und selbstverletzendes Verhalten. Die Person verfügt über ein zu geringes Selbstwertgefühl und strebt danach, jegliche Form von Gefühl zu erreichen. Dabei spielt es keine Rolle, ob diese Gefühle guf oder schlecht sind.

## Rezeption
Frank Thiessies vom deutschen Magazin Metal Hammer bescheinigte der Band ein „Hit-Gespür für Hooks und Eingängigkeit“. Those Damn Crows spielen „Ami-Alternative Rock aus dem Lehrbuch“ ohne jegliche „amerikanische Peinlichkeitsbegleiterscheinung, Dicke-Hose-Attitüde versehentlich mit dem Benehmen einer offenen zu verwechseln“. Thiessies vergab 4,5 von sieben Punkten. Laut Andreas Schiffmann vom Onlinemagazin Musikreviews.de bekommt man beim Hören des Albums „tierisch Bock, sich diese britischen Hoffnungsträger in Sachen Modern Rock (ganz ohne Yankee-Proletentum) live zu genehmigen“, was „ein Grund mehr wäre, Pandemie-Zeiten gesund zu überwinden“. Weil das Album „potentielle Hits zu Genüge“ enthält vergab Schiffmann zwölf von 15 Punkten. Thomas Kupfer vom deutschen Magazin Rock Hard schrieb, dass das walisische Quartett
„traumwandlerisch zwischen wuchtigen Grooves, großen Melodien und Stadion-Rock-Refrains wechselt“ und in naher Zukunft eine „führende Rolle im modernen Hard Rock spielen könnten“. Kupfer vergab 7,5 von zehn Punkten.
| ChartsChartplatzierungen     | Höchstplatzierung | Wochen |
| ---------------------------- | ----------------- | ------ |
| Vereinigtes Königreich (OCC) | 14 (1 Wo.)        | 1      |